# Матвіїв Юліан Миколайович
Матвіїв Юліан Миколайович (псевдо: «Недобитий») — (1912, с. Білявці, Бродський повіт, Королівство Галичини та Володимирії — 8 квітня 1953, м. Київ, розстріляний). Командир куреня «Перемога» в ТВ-21 «Гуцульщина» (1944–1945), окружний провідник ОУН Буковини (10.1950-осінь 1952).

## Біографія
Народився в с. Білявці ( біля м. Броди), в родині вчителів.
Навчався у державній гімназії ім. Ю.Коженьовського в Бродах. Згодом у Люблінському університеті (1932–1937), де вступив в ОУН. Працював адвокатом на Грубешівщині.
В роки першої більшовицької окупації (1939–1941) перебував в підпіллі. З грудня 1941 по березень 1944 комендант Української допоміжної поліції Кутського району Станіславської області.

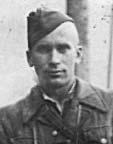

На початку 1944 року Юліан Матвіїв з товаришами вбили німецьких зверхників та групою пішли в УПА. Там він був командиром чоти, сотні ім. Богуна, куреня «Перемога» (ТВ-21 «Гуцульщина»).
Згодом ймовірно керує відтинком ТВ-20 «Чернівці».
Після загибелі 20 жовтня 1950 Василя Савчака-«Сталя» став окружним провідником Буковини.
28 травня 1952 року, через зраду окружного провідника Коломийщини Тучака Романа-«Кірова», був схоплений МДБ.
Розстріляний 8 квітня 1953 в Лук'янівській тюрмі в Києві разом із Білінчуком Дмитром-«Хмарою» та М. Харуком-«Вихором» .
Місце поховання невідоме. Його фотографії є на групових світлинах архіву, знайденого в с. Яворів, Косівського району.

## Нагороди
- Згідно з Виказом відзначених УПА-Захід від 1.09.1946 р. командир куреня УПА «Перемога» Юліан Матвіїв – «Недобитий» нагороджений Бронзовим хрестом бойової заслуги УПА.

## Вшанування пам'яті
- 15.02.2018 р. від імені Координаційної ради з вшанування пам’яті нагороджених Лицарів ОУН і УПА у м. Броди Львівської обл. Бронзовий хрест бойової заслуги УПА (№ 051) переданий Оксані Кабин, дочці Юліана Матвіїва – «Недобитого».